# Novothymbris maorica
Novothymbris maorica är en insektsart som beskrevs av Myers 1923. Novothymbris maorica ingår i släktet Novothymbris och familjen dvärgstritar. Inga underarter finns listade i Catalogue of Life.